# Tim Ferguson
Pour les articles homonymes, voir Ferguson.
Tim Ferguson (né le 16 novembre 1963 à Canberra, en Australie) est un acteur, scénariste et producteur australien.

## Filmographie

### Comme acteur
- 1989 : Tuesday Night Live: The Big Gig (série TV) : Doug Anthony All-Stars
- 1990 : DAAS: Live at the National Theatre - New York (vidéo) : Tim
- 1991 : DAAS Kapital (série TV) : Timothy Langbean Ferguson
- 1991 : DAAS: The Edinburgh Years : Tim
- 1993 : DAAS: Dead & Alive (vidéo) : Tim
- 2001 : Shock Jock (série TV) : Vox (2001-2002)
- 2003 : Fat Pizza : David Cockerfield
- 2005 : You and Your Stupid Mate : Logies Presenter Backstage

### Comme scénariste
- 1990 : DAAS: Live at the National Theatre - New York (vidéo)
- 1991 : DAAS: The Edinburgh Years
- 1993 : DAAS: Dead & Alive (vidéo)

### Comme producteur
- 2001 : Shock Jock (série TV)